# Оле Клеметсен
Оле Клеметсен (норв. Ole Klemetsen; 30 серпня 1971, Ставангер) — норвезький професійний боксер, чемпіон Європи за версією EBU (1997) в напівважкій вазі, призер чемпіонатів світу та Європи серед аматорів.

## Аматорська кар'єра
1990 року на Кубку світу Оле Клеметсен завоював бронзову медаль, здобувши три перемоги і програвши в півфіналі Хуану Карлос Лемус (Куба).
На чемпіонаті Європи 1991 переміг Робіна Ріда (Англія) та Драгана Томашевича (Югославія) і програв у півфіналі Торстену Шмітц (Німеччина).
На чемпіонаті світу 1991 переміг Рауля Маркеса (США) та Раймонда Доуні (Канада) і програв у півфіналі Ісраелю Акопкохяну (СРСР).
На Олімпійських іграх 1992 переміг Хорхе Порлі (Уругвай) — RSCH-1 та Нуреддіна Межані (Алжир) — 14-3 і програв у чвертьфіналі Робіну Ріду (Велика Британія) — 10-20.

## Професіональна кар'єра
21 жовтня 1992 року Оле Клеметсен дебютував на професійному рингу. В більшості своїх поєдинків здобував перемогу нокаутом.
3 лютого 1996 року завоював титул інтернаціонального чемпіона WBC в напівважкій вазі, який втратив в наступному бою.
4 жовтня 1997 року завоював титул чемпіона Європи за версією EBU в напівважкій вазі.
29 травня 1998 року Клеметсен вийшов на бій за звання чемпіона світу за версією IBF в напівважкій вазі проти американського чемпіона Реджі Джонсона і зазнав поразки за очками.
14 січня 2001 року виграв звання чемпіона світу за малопрестижною версією IBA, а в наступному бою за звання чемпіона Європи за версією EBU програв.
16 червня 2001 року програв останній в кар'єрі бій за звання інтерконтинентального чемпіона WBA.